# Diecezja Abengourou
Diecezja Abengourou (łac. Diœcesis Abenguruensis) – diecezja rzymskokatolicka w Wybrzeżu Kości Słoniowej, z siedzibą w Abengourou. Powstała w 1963.

## Główne świątynie
- Katedra: Katedra św. Teresy od Dzieciątka Jezus w Abengourou

## Biskupi diecezjalni
- bp Gbaya Boniface Ziri (od 2009)
- bp Jean-Jacques Koffi Oi Koffi (2003 – 2009)
- bp Bruno Kouamé (1981 – 2003)
- bp Laurent Yapi (1979 – 1980)
- bp Eugène Abissa Kwaku (1963 – 1978)